# Haugschlag
Haugschlag è un comune austriaco di 485 abitanti nel distretto di Gmünd, in Bassa Austria. È il comune più settentrionale dell'Austria.